# Louis Louka
Louis Louka (10 dicembre 1993) è un copilota di rally belga, dal 2018 gareggia in coppia con Grégoire Munster.

## Carriera
Louka fa il suo esordio nel Campionato del mondo Rally nel 2016 quando prende parte, in equipaggio con Guillaume de Mevius, al Rally di Catalogna conclusosi anzitempo per un ritiro causato da problemi meccanici. Nel 2022, in occasione del Rally del Giappone conquista, con Grégoire Munster alla guida, i primi punti iridati e la vittoria nella categoria WRC-2.

## Vittorie nei rally

### WRC-2
| # | Anno | Evento             | Pilota           | Auto                 |
| - | ---- | ------------------ | ---------------- | -------------------- |
| 1 | 2022 | Rally del Giappone | Grégoire Munster | Hyundai i20 N Rally2 |

### WRC-2 Junior/Challenger
| # | Anno | Evento              | Pilota           | Auto                 | Squadra          |
| - | ---- | ------------------- | ---------------- | -------------------- | ---------------- |
| 1 | 2022 | Rally del Giappone  | Grégoire Munster | Hyundai i20 N Rally2 | -                |
| 2 | 2023 | Rally dell'Acropoli | Grégoire Munster | Ford Fiesta Rally2   | M-Sport Ford WRT |

### Junior WRC
| # | Anno | Evento          | Pilota           | Auto               |
| - | ---- | --------------- | ---------------- | ------------------ |
| 1 | 2023 | Rally d'Estonia | Grégoire Munster | Ford Fiesta Rally3 |

### Altri rally
| # | Stagione | Campionato                | Evento                              | Pilota           | Auto                 |
| - | -------- | ------------------------- | ----------------------------------- | ---------------- | -------------------- |
| 1 | 2018     | Coppa di Francia          | Rallye National Hivernal du Dévoluy | Grégoire Munster | Škoda Fabia R5       |
| 2 | 2019     | Coppa di Francia          | Rallye National Hivernal du Dévoluy | Grégoire Munster | Škoda Fabia R5       |
| 3 | 2020     | Campionato francese terra | Rallye Castine - Terre d'Occitanie  | Grégoire Munster | Hyundai i20 R5       |
| 4 | 2021     | Campionato belga          | East Belgian Rally                  | Grégoire Munster | Hyundai i20 R5       |
| 5 | 2021     | Campionato belga          | Sezoensrally                        | Grégoire Munster | Hyundai i20 R5       |
| 6 | 2021     | Coppa di Francia          | Rallye National Monts et Coteaux    | Grégoire Munster | Hyundai i20 N Rally2 |

## Risultati nel mondiale rally

### WRC
| 2016 | Scuderia           | Vettura         |  |  |  |  |  |  |  |  |  |  |  |     |  |  |  |  | Punti | Pos. |
| ---- | ------------------ | --------------- |  |  |  |  |  |  |  |  |  |  |  | --- |  |  |  |  | ----- | ---- |
| 2016 | Icepol Racing Team | Ford Fiesta R2T |  |  |  |  |  |  |  |  |  |  |  | Rit |  |  |  |  | 0     |      |

| 2018 | Scuderia | Vettura         |    |  |  |  |  |  |  |  |  |  |  |  |  |  |  |  | Punti | Pos. |
| ---- | -------- | --------------- | -- |  |  |  |  |  |  |  |  |  |  |  |  |  |  |  | ----- | ---- |
| 2018 |          | Peugeot 208 T16 | 19 |  |  |  |  |  |  |  |  |  |  |  |  |  |  |  | 0     |      |

| 2019 | Scuderia | Vettura        |     |  |  |  |  |  |  |  |    |  |  |  |  |  |  |  | Punti | Pos. |
| ---- | -------- | -------------- | --- |  |  |  |  |  |  |  | -- |  |  |  |  |  |  |  | ----- | ---- |
| 2019 |          | Škoda Fabia R5 | Rit |  |  |  |  |  |  |  | 45 |  |  |  |  |  |  |  | 0     |      |

| 2020 | Scuderia | Vettura                       |    |  |  |    |  |  |     |  |  |  |  |  |  |  |  |  | Punti | Pos. |
| ---- | -------- | ----------------------------- | -- |  |  | -- |  |  | --- |  |  |  |  |  |  |  |  |  | ----- | ---- |
| 2020 |          | Škoda Fabia R5 Hyundai i20 R5 | 14 |  |  | 24 |  |  | Rit |  |  |  |  |  |  |  |  |  | 0     |      |

| 2021 | Scuderia | Vettura                             |  |  |  |  |  |  |  |    |  |  |  |    |  |  |  |  | Punti | Pos. |
| ---- | -------- | ----------------------------------- |  |  |  |  |  |  |  | -- |  |  |  | -- |  |  |  |  | ----- | ---- |
| 2021 |          | Hyundai i20 R5 Hyundai i20 N Rally2 |  |  |  |  |  |  |  | 16 |  |  |  | 15 |  |  |  |  | 0     |      |

| 2022 | Scuderia | Vettura              |    |  |    |  |  |  |  |  |    |     |  |    |   |  |  |  | Punti | Pos. |
| ---- | -------- | -------------------- | -- |  | -- |  |  |  |  |  | -- | --- |  | -- | - |  |  |  | ----- | ---- |
| 2022 |          | Hyundai i20 N Rally2 | 12 |  | 48 |  |  |  |  |  | 11 | Rit |  | 22 | 7 |  |  |  | 6     | 23º  |

| 2023 | Scuderia         | Vettura                                                       |    |    |  |    |    |    |     |    |    |    |    |   |     |  |  |  | Punti | Pos. |
| ---- | ---------------- | ------------------------------------------------------------- | -- | -- |  | -- | -- | -- | --- | -- | -- | -- | -- | - | --- |  |  |  | ----- | ---- |
| 2023 | M-Sport Ford WRT | Ford Fiesta Rally2 Ford Fiesta Rally3 Ford Puma Rally1 Hybrid | 17 | 26 |  | 26 | 42 | 11 | Rit | 18 | 15 | 12 | 13 | 7 | Rit |  |  |  | 6     | 21º  |

| 2024 | Scuderia         | Vettura                 |    |    |    |   |     |   |   |   |    |     |   |   |   |  |  |  | Punti | Pos. |
| ---- | ---------------- | ----------------------- | -- | -- | -- | - | --- | - | - | - | -- | --- | - | - | - |  |  |  | ----- | ---- |
| 2024 | M-Sport Ford WRT | Ford Puma Rally1 Hybrid | 20 | 23 | 15 | 7 | Rit | 5 | 7 | 9 | 49 | Rit | 7 | 5 | 5 |  |  |  | 46    | 8º   |

| 2025 | Scuderia         | Vettura          |     |   |    |    |   |    |     |    |   |  |  |  |  |  |  |  | Punti | Pos. |
| ---- | ---------------- | ---------------- | --- | - | -- | -- | - | -- | --- | -- | - |  |  |  |  |  |  |  | ----- | ---- |
| 2025 | M-Sport Ford WRT | Ford Puma Rally1 | Rit | 8 | 54 | 11 | 9 | 32 | Rit | 10 | 9 |  |  |  |  |  |  |  | 21    |      |

| Legenda | 1º posto | 2º posto | 3º posto | A punti | Senza punti | Ritirato | Squalificato | NP=Non partito C=Gara cancellata | Apice=Power stage |

### WRC-2
| 2018 | Scuderia | Vettura         |   |  |  |  |  |  |  |  |  |  |  |  |  |  |  |  | Punti | Pos. |
| ---- | -------- | --------------- | - |  |  |  |  |  |  |  |  |  |  |  |  |  |  |  | ----- | ---- |
| 2018 |          | Peugeot 208 T16 | 4 |  |  |  |  |  |  |  |  |  |  |  |  |  |  |  | [ 3 ] |      |

| 2019 | Scuderia | Vettura        |     |  |  |  |  |  |  |  |   |  |  |  |  |  |  |  | Punti | Pos. |
| ---- | -------- | -------------- | --- |  |  |  |  |  |  |  | - |  |  |  |  |  |  |  | ----- | ---- |
| 2019 |          | Škoda Fabia R5 | Rit |  |  |  |  |  |  |  | 8 |  |  |  |  |  |  |  | 4     | 47º  |

| 2022 | Scuderia | Vettura              |    |  |     |  |  |  |  |  |   |     |  |    |   |  |  |  | Punti | Pos. |
| ---- | -------- | -------------------- | -- |  | --- |  |  |  |  |  | - | --- |  | -- | - |  |  |  | ----- | ---- |
| 2022 |          | Hyundai i20 N Rally2 | 52 |  | 251 |  |  |  |  |  | 5 | Rit |  | 12 | 1 |  |  |  | 49    | 9º   |

| 2023 | Scuderia         | Vettura            |   |  |  |    |    |   |     |  |   |   |  |  |  |  |  |  | Punti | Pos. |
| ---- | ---------------- | ------------------ | - |  |  | -- | -- | - | --- |  | - | - |  |  |  |  |  |  | ----- | ---- |
| 2023 | M-Sport Ford WRT | Ford Fiesta Rally2 | 8 |  |  | 11 | 27 | 7 | Rit |  | 9 | 5 |  |  |  |  |  |  | 22    | 15º  |

| Legenda | 1º posto | 2º posto | 3º posto | A punti | Senza punti | Ritirato | Squalificato | NP=Non partito C=Gara cancellata | Apice=Power stage |

### WRC-2 Junior/Challenger
| 2022 | Scuderia | Vettura              |   |  |   |  |  |  |  |  |   |     |  |   |   |  |  |  | Punti | Pos. |
| ---- | -------- | -------------------- | - |  | - |  |  |  |  |  | - | --- |  | - | - |  |  |  | ----- | ---- |
| 2022 |          | Hyundai i20 N Rally2 | 3 |  | 9 |  |  |  |  |  | 2 | Rit |  | 8 | 1 |  |  |  | 111   | 2º   |

| 2023 | Scuderia         | Vettura            |   |  |  |   |    |   |     |  |   |   |  |  |  |  |  |  | Punti | Pos. |
| ---- | ---------------- | ------------------ | - |  |  | - | -- | - | --- |  | - | - |  |  |  |  |  |  | ----- | ---- |
| 2023 | M-Sport Ford WRT | Ford Fiesta Rally2 | 6 |  |  | 7 | 21 | 4 | Rit |  | 7 | 1 |  |  |  |  |  |  | 57    | 6º   |

| Legenda | 1º posto | 2º posto | 3º posto | A punti | Senza punti | Ritirato | Squalificato | NP=Non partito C=Gara cancellata | Apice=Power stage |

### WRC-3
| 2020 | Scuderia | Vettura                       |   |  |  |    |  |  |     |  |  |  |  |  |  |  |  |  | Punti | Pos. |
| ---- | -------- | ----------------------------- | - |  |  | -- |  |  | --- |  |  |  |  |  |  |  |  |  | ----- | ---- |
| 2020 |          | Škoda Fabia R5 Hyundai i20 R5 | 5 |  |  | 11 |  |  | Rit |  |  |  |  |  |  |  |  |  | 10    | 19º  |

| 2021 | Scuderia | Vettura                             |  |  |  |  |  |  |  |   |  |  |  |   |  |  |  |  | Punti | Pos. |
| ---- | -------- | ----------------------------------- |  |  |  |  |  |  |  | - |  |  |  | - |  |  |  |  | ----- | ---- |
| 2021 |          | Hyundai i20 R5 Hyundai i20 N Rally2 |  |  |  |  |  |  |  | 9 |  |  |  | 4 |  |  |  |  | 19    | 23º  |

| Legenda | 1º posto | 2º posto | 3º posto | A punti | Senza punti | Ritirato | Squalificato | NP=Non partito C=Gara cancellata | Apice=Power stage |

### Junior WRC[5]
| 2023 | Scuderia | Vettura            |  |    |  |  |  |  |  |    |  |  |  |  |  |  |  |  | Punti | Pos. |
| ---- | -------- | ------------------ |  | -- |  |  |  |  |  | -- |  |  |  |  |  |  |  |  | ----- | ---- |
| 2023 |          | Ford Fiesta Rally3 |  | 43 |  |  |  |  |  | 15 |  |  |  |  |  |  |  |  | 45    | 7º   |